# Heteromeyenia tentasperma
Heteromeyenia tentasperma är en svampdjursart som först beskrevs av Thomas Henry Potts 1880.  Heteromeyenia tentasperma ingår i släktet Heteromeyenia och familjen Spongillidae. Inga underarter finns listade i Catalogue of Life.